# Pusztahollód
Pusztahollód (románul Holod) község Romániában, Bihar megyében.

## Fekvése
Magyarcsékétől délnyugatra, a Hollód patak mellett, Venter, Káptalanhodos és Farkaspatak közt fekvő település.

## Története
A községet már 1332-ben említette a pápai tizedjegyzék is, tehát ekkor már egyháza is volt.
Neve azonban egykor nem Hollód, hanem Hidas, Hidastelek volt, és a nagyváradi püspökség birtokai közé tartozott.
Az 1800-as évek elején a görögkatolikus püspök birtoka volt.
A 20. század elején Bihar vármegye Magyarcsékei járásához tartozott.
1910-ben 607 lakosa volt, melyből 55 magyar, 522 román volt, ebből 501 görögkatolikus, 29 református, 50 görögkeleti ortodox volt.

## Nevezetességek
- Görögkatolikus temploma az 1800-as évek közepén épült.